# 呂琦
吕琦（894年—943年），字辉山，五代十国后唐、后晋官员，幽州安次（今河北省廊坊市安次区）人。
祖父吕寿，瀛州景城主簿。父亲吕兖，沧州横海军节度判官，官至检校右庶子。横海军节度使刘守文与其弟刘守光率兵相攻，刘守文败死，沧州官民立其子刘延祚为主，以吕兖为谋主。刘延祚又被刘守光所败，刘守光攻陷沧州，吕兖被擒。刘守光迁怒吕兖，族灭其家。吕琦时年十五岁，吕兖门下客赵玉欺骗监刑的人说：“这是我的弟弟，不要乱杀。”监刑的人听信了他的话，于是赵玉带领吕琦逃走。吕琦脚痛不能行走，赵玉背着他，改变姓名，在路上讨饭充饥，才得以免死。吕琦感叹家族灭绝，努力学习自立，游历汾、晋，晋王李存勖听说他的名声，任命他为属下代州军事判官，任满回到太原。监军使张承业看重吕琦器量，礼遇甚厚。后为横海赵德钧节度推官。唐明宗天成初年，入朝担任殿中侍御史，迁驾部员外郎，兼侍御史知杂事。河阳主管钱库的官吏盗窃钱财的事情败露，皇帝命军巡院审问。军巡使尹训仗势纳贿，判决与真情恰恰相反，有人到京城诉冤，皇帝命御史台吕琦调查，发现他的奸私，于是上言请治罪尹训，尹训被安重诲庇护，没有到御史台接受惩处。吕琦连奏不已，尹训知道不能免罪，在家自杀，案件遂明，很多人得以活命，从此朝廷赞扬吕琦的公直。一年后升任礼部郎中、史馆修撰。
长兴元年（930年），李从珂失守河中，罢居清化坊，士大夫不敢与李从珂往来，只有吕琦和他居住相近，有时去看他，李从珂遇到有事奏请时，都是问了吕琦之后才办。长兴四年（933年），明宗任命工部尚书户文纪、礼部郎中吕琦为蜀王册礼使，并赐蜀王孟知祥一品朝服。李从珂入立，拜吕琦为知制诰、给事中、枢密院直学士、端明殿学士。李从珂常常命令端明殿学士李专美、翰林学士李崧、知制诰吕琦、薛文遇、翰林天文赵延义等轮换在中兴殿庭院值班，有时候同他们谈论到深夜。石敬瑭镇守河东，有二心，李崧对吕琦说：“我们深受皇恩，怎能把自己等同于众人，一概观望，现今能想什么办法呢？”吕琦说：“河东如果有异谋，必然要勾结契丹为援，不如先发制人。”明宗时，王都在定州造反，契丹派遣秃馁、荝剌等相助王都，而被赵德钧、王晏球所败，秃馁被杀，荝剌等人被送到京师。其后契丹多次遣使者要求释放荝剌等人，文辞非常谦卑恭敬，明宗斩杀其使者没有回复。而东丹王李赞华又逃亡到中原中国，契丹于是多次求和。吕琦于是说：“契丹太后因为他的长子李赞华降归中国，屡次要求和亲，但是，契丹要求释放荝剌回去没有获得结果，所以和议未能成功。现在，如果真能把荝剌等放归与契丹议和，如汉朝旧例，每年给他们金帛，出嫁宗女。这样每年用大约值十多万缗的礼物、钱财送给契丹，契丹定会欢欣地答应。若是如此，那么河东虽然想蠢动，也无能为力了。”李崧告诉了张延朗，张延朗欣然道：“如果能缓解国家忧患，一年花费朝廷十数万缗，责令我拿够此数就行。”于是奏报李从珂。李从珂大喜，就想按他们说的办。他日问枢密直学士薛文遇，薛文遇不同意，吟诵戎昱“社稷依明主，安危托妇人”之诗，讽刺吕琦。李从珂大怒，急召来李崧和吕琦到后楼，责备他们说：“你们是想辅佐君主获得天下太平的，怎么现在竟然出了这么个主意。朕有一个女儿年纪尚幼，你们是要想把她抛弃到夷狄吗。而且，要把国家养兵的财力输送给胡虏那里去，是什么居心。”李崧和吕琦很惶恐，汗流浃背，说道：“臣等的本意是要竭力报效国家，不是在替胡虏作打算，希望陛下明察。”二人无数次拜谢请求宽恕，李从珂一直指责。吕琦气力不继，叩拜稍有停顿，李从珂说：“吕琦脖子硬，你还肯把朕看做人主吗？”吕琦说：“臣素有病痛，拜多就没有力气，容臣稍稍休息。”一会儿喘息已定，奏道：“我们谋事不善，陛下以臣等说的为错，愿请陛下治罪，多拜也没有什么用处。”李从珂的恼怒稍有缓解，制止他们的叩拜，每人赐给一杯酒，让他们出宫了，从此群臣不敢再提和亲的建议。随后，吕琦改任御史中丞，以表示疏远。数月后，再为端明殿学士。朝廷把石敬瑭移镇郓州。房暠、李崧、吕琦等人都极力劝谏，但是诏书下达，石敬瑭在太原造反，李从珂派出端明殿学士吕琦到河东行营犒劳军队，杨光远对吕琦说：“贼兵如果没有援兵，用不多天就可以平定；如果他勾结契丹来犯，自当放他进来，一次战斗就能把他打败。”石敬瑭引契丹为助，李从珂至怀州督战，赵德钧驻军在团柏谷，李从珂以吕琦之前在赵德钧幕下，派吕琦赐给赵德钧都统使的敕告，并且犒赏了军队。吕琦又奉诏慰劳雁门关以北诸军，到了忻州。石敬瑭已经攻打降下晋安寨，吕琦遇到石敬瑭使者，把使者杀了。吕琦对忻州刺史丁审琦说：“胡虏经过城下时都不回头看。他们的心迹可以看清，还朝之日必定不能保全自己，不如早日率领军民从五台奔赴镇州。”将要出发，丁审琦又后悔了，关闭牙城不跟吕琦走。州兵要攻打他，吕琦说：“国与家到了这种地步，为什么还要相互残杀。”于是率领州兵千人奔向镇州，丁审琦便投降契丹。石敬瑭灭后唐，李崧、吕琦逃匿在伊阙民间。石敬瑭不责备吕琦，天福二年（937年）正月十二日，任用吕琦为秘书监。石敬瑭入洛，改授秘书监。天福年间，预修《唐书》，权掌选部，历任礼部、刑部、户部、兵部侍郎，阶至金紫光禄大夫，爵至开国子。吕琦有器概，以刚直闻名于时，其内心仁恕。赵玉官至职方员外郎，吕琦事奉他像对待父亲一样，冯玉患病，吕琦亲自尝药扶侍，冯玉去世，为他家主办丧葬。冯玉的儿子冯文度幼年丧父，吕琦亲自教学，待如己子，后举进士及第。石敬瑭谋求辅相，李崧力荐吕琦。石敬瑭多次召吕琦至便殿，言及当世之事。吕琦于天福八年（943年）患病去世。其子呂餘慶、吕端。